# 나이프 장
"나이프 장"은 한국에서 제작된 고영남 감독의 1970년 영화이다. 남궁원 등이 주연으로 출연하였고 우기동 등이 제작에 참여하였다.

## 출연

### 주연
- 남궁원
- 김지미
- 오수미
- 김희라

### 조연
- 고상미
- 이대엽
- 박암
- 김석훈
- 독고성
- 최성호
- 김왕국
- 성소민
- 지방열
- 황백
- 최성
- 장혁
- 백일섭

## 기타
- 조명: 윤창화
- 미술: 송백규